# Léon Campstein
Léon Campstein (Fexhe-Slins, 29 juni 1947) is een Belgisch politicus van de PS.

## Levensloop
Van beroep werd Campstein administratief diensthoofd van de stad Luik.
Sinds 1983 is hij voor de PS gemeenteraadslid van Herstal en van 1983 tot 2015 was hij schepen van de gemeente. Van 2006 tot 2018 was hij eveneens provincieraadslid van Luik.
Van 2001 tot 2003 was hij lid van de Kamer van volksvertegenwoordigers als opvolger van Waals minister Michel Daerden.

## Onderscheiding
- Burgerlijke medaille eerste klasse